# Bautasten
Bautasten er aflange indskriftløse sten på højkant. I Danmark er bautasten synonym med det bretonsk afledte Menhir.
Bautasten kan stå på små stenhøje (røser), eller hvor rester af ligbål er gravet ned. Resterne viser, at det var almindeligt at rejse bautasten på grave i yngre bronzealder og ældre jernalder ca.1100 f.Kr.  Mange bautasten står dog uden tilknytning til grave. De kan stå enkeltvis eller i grupper og gerne på iøjnefaldende steder ved åer, ved kysten, på høje eller ved vadesteder. 
Bornholm er det sted i Danmark med flest bautasten; der er registreret henved 1000 bautasten på øen. Gryet ved Bodils Kirke og Louisenlund ved Ibs Kirke er de største samlinger. En mindre samling bautasten Hellig Kvinde formet som en skibssætning  ligger ved Østersøen ca. 200 m øst for Gyldensåens udløb.